# Бујачић
Бујачић је насељено место града Ваљева у Колубарском округу. Према попису из 2022. било је 397 становника. У Бујачићу је рођен чувени српски научник Миломир Станишић.

## Демографија
У насељу Бујачић живи 270 пунолетних становника, а просечна старост становништва износи 36,7 година (36,1 код мушкараца и 37,4 код жена). У насељу има 103 домаћинства, а просечан број чланова по домаћинству је 3,47.
Ово насеље је великим делом насељено Србима (према попису из 2002. године).
|  |

| Демографија | Демографија | Демографија |
| Година      | Становника  | Становника  |
| ----------- | ----------- | ----------- |
| 1948.       | 498         |             |
| 1953.       | 539         |             |
| 1961.       | 611         |             |
| 1971.       | 878         |             |
| 1981.       | 1.192       |             |
| 1991.       | 401         | 401         |
| 2002.       | 357         | 360         |

| Етнички састав према попису из 2002.‍ | Етнички састав према попису из 2002.‍ | Етнички састав према попису из 2002.‍ | Етнички састав према попису из 2002.‍ | Етнички састав према попису из 2002.‍ |
| ------------------------------------ | ------------------------------------ | ------------------------------------ | ------------------------------------ | ------------------------------------ |
|                                      |                                      |                                      |                                      |                                      |
| Срби                                 | Срби                                 |                                      | 356                                  | 99,71%                               |
| Црногорци                            | Црногорци                            |                                      | 1                                    | 0,28%                                |
| непознато                            | непознато                            |                                      | 0                                    | 0,0%                                 |

| Година пописа     | 1948. | 1953. | 1961. | 1971. | 1981. | 1991. | 2002. |
| ----------------- | ----- | ----- | ----- | ----- | ----- | ----- | ----- |
| Број домаћинстава | 90    | 104   | 145   | 234   | 342   | 125   | 103   |

| Број чланова      | 1  | 2  | 3  | 4  | 5 | 6  | 7 | 8 | 9 | 10 и више | Просек |
| ----------------- | -- | -- | -- | -- | - | -- | - | - | - | --------- | ------ |
| Број домаћинстава | 14 | 17 | 20 | 32 | 6 | 10 | 2 | 1 | 1 | 0         | 3,47   |

| Пол    | Укупно | Неожењен/Неудата | Ожењен/Удата | Удовац/Удовица | Разведен/Разведена | Непознато |
| ------ | ------ | ---------------- | ------------ | -------------- | ------------------ | --------- |
| Мушки  | 149    | 42               | 95           | 10             | 2                  | 0         |
| Женски | 132    | 16               | 95           | 17             | 4                  | 0         |
| УКУПНО | 281    | 58               | 190          | 27             | 6                  | 0         |

| Пол    | Укупно                    | Пољопривреда, лов и шумарство | Рибарство                            | Вађење руде и камена | Прерађивачка индустрија       |
| ------ | ------------------------- | ----------------------------- | ------------------------------------ | -------------------- | ----------------------------- |
| Мушки  | 85                        | 27                            | 0                                    | 0                    | 22                            |
| Женски | 50                        | 13                            | 0                                    | 0                    | 12                            |
| УКУПНО | 135                       | 40                            | 0                                    | 0                    | 34                            |
| Пол    | Производња и снабдевање   | Грађевинарство                | Трговина                             | Хотели и ресторани   | Саобраћај, складиштење и везе |
| Мушки  | 3                         | 7                             | 9                                    | 2                    | 2                             |
| Женски | 1                         | 0                             | 7                                    | 4                    | 0                             |
| УКУПНО | 4                         | 7                             | 16                                   | 6                    | 2                             |
| Пол    | Финансијско посредовање   | Некретнине                    | Државна управа и одбрана             | Образовање           | Здравствени и социјални рад   |
| Мушки  | 1                         | 7                             | 2                                    | 1                    | 0                             |
| Женски | 0                         | 5                             | 0                                    | 1                    | 5                             |
| УКУПНО | 1                         | 12                            | 2                                    | 2                    | 5                             |
| Пол    | Остале услужне активности | Приватна домаћинства          | Екстериторијалне организације и тела | Непознато            | Непознато                     |
| Мушки  | 1                         | 0                             | 0                                    | 1                    | 1                             |
| Женски | 0                         | 0                             | 0                                    | 2                    | 2                             |
| УКУПНО | 1                         | 0                             | 0                                    | 3                    | 3                             |

## Галерија
- Бујачић - панорама
- Бујачић - панорама
- Бујачић - панорама
- Бујачић - панорама
- Бујачић - панорама
- Бујачић - панорама